# Église Saint-Martin d'Épagny
L'église Saint-Martin d'Épagny est une église située à Épagny, en France.

## Localisation
L'église est située sur la commune d'Épagny, dans le département de l'Aisne.